# Bezirksmuseum Rudolfsheim-Fünfhaus

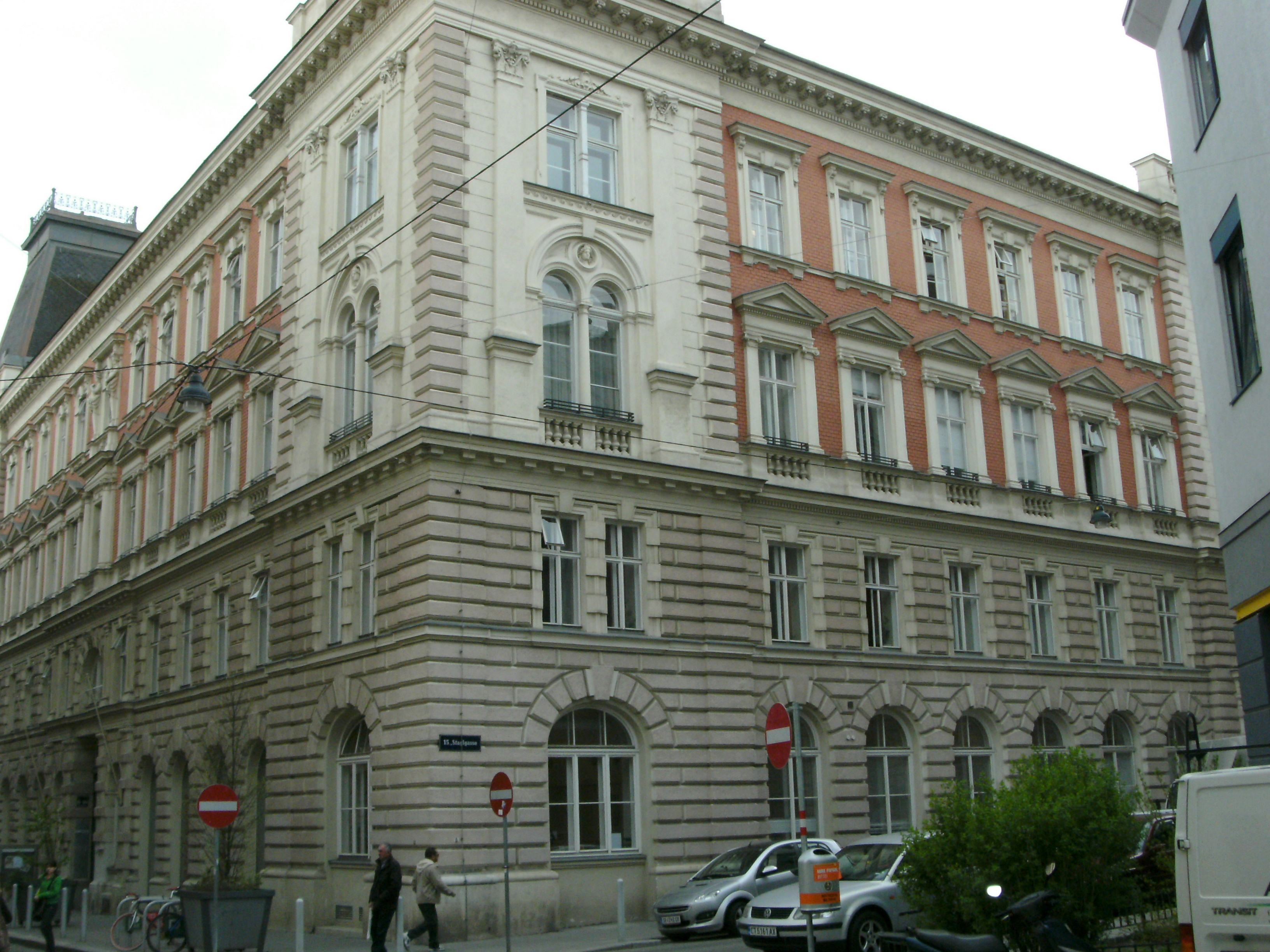
Bezirksmuseum Rudolfsheim-Fünfhaus

Das Bezirksmuseum Rudolfsheim-Fünfhaus ist ein dem 15. Wiener Gemeindebezirk Rudolfsheim-Fünfhaus gewidmetes Bezirks- und Heimatmuseum.
Der im Mai 1964 gegründete Verein Rudolfsheim-Fünfhauser Heimatstube war zunächst auf das Sammeln von geeigneten Exponaten orientiert. Sieben Jahre später erhielt das Museum im Parterre des Amtshauses in der Rosinagasse 4 einige Räume. Es wurde mit der Ausstellung „Die Westbahn“ im Juni 1972 eröffnet. Erste Museumsleiterin war die Sonderschullehrerin Brigitte Kaufmann. 1993–94 erfolgte die Renovierung des Bezirksmuseums. Im Mai 1998 konnte die
Dauerausstellung zur Bezirksgeschichte eröffnet werden. 
Das Museum, gelegen in einem an Kindern reichen Zuwandererbezirk, zeigte sich von Anfang an besonders familienorientiert. Dank eines EU-Projektes (im Rahmen von Urban 2000) wurde eine Kinderbibliothek eingerichtet. Auch wurden Gesprächsrunden mit Frauen organisiert. Der „KinderKulturTreffpunkt 15“, ein sozio-kulturelles Integrationsprojekt im Bezirksmuseum Rudolfsheim-Fünfhaus bietet seit dem Jahr 2000 Kindern von 6 bis 12 Jahren einmal pro Monat kulturelle Aktivitäten, wie Lesungen, (bezirks)historische Workshops, Musikdarbietungen etc. an. 2001 wurde der „KinderKulturTreffpunkt 15“ dafür mit dem „Museumspreis für Kommunikation mit Museen“ ausgezeichnet.
2007 wurde das Projekt „Kultur & Café“ ins Leben gerufen, das seither ein vielfältiges Vortragsangebot bietet.
Das aktuelle Leitungsteam des Museums besteht aus Brigitte Neichl und Eva Müller. 
Das Bezirksmuseum Rudolfsheim-Fünfhaus, auch kurz Museum 15 genannt befindet sich in der Nähe des Westbahnhofs an der Adresse 1150 Wien, Rosinagasse 4 (Ecke Gasgasse).